# Elmore James

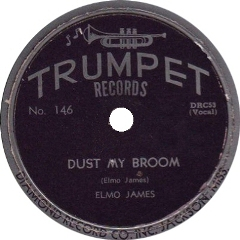
Skivan Dust My Broom. Hans kompband kallades för the Broomdusters.

Elmore James, egentligen Elmore Brooks, född 27 januari 1918 i Richland, Holmes County, Mississippi, död 24 maj 1963 i Chicago, Illinois, var en amerikansk bluessångare, låtskrivare och gitarrist. Han är känd som The King of the Slide Guitar.
James började spela i sina tonår under namnen Cleanhead och Joe Willie James, jämsides med musiker som den förste Sonny Boy Williamson, Howlin' Wolf och Robert Johnson. Under andra världskriget var James i tjänst i USA:s flotta, stationerad i Guam. 
När han hemförlovades återvände Elmore till centrala Mississippi och bosatte sig slutgligen i Canton. Han började spela in för skivbolaget Trumpet Records i närbelägna Jackson januari 1951, först som kompgitarrist till Sonny Boy Williamson II och andra. Han debuterade sedan som inspelningsledare i augusti med vad som skulle bli hans signaturlåt, Dust My Broom. Låten blev överraskande en hit på den amerikanska rhythm'n'blues-listan 1952 och den gjorde Elmore James till ett känt namn. Hans låt I Believe blev en hit senare samma år. Under 1950-talet spelade han in för såväl Bihari Brothers skivbolag som för Chess. Hans kompband kallades för the Broomdusters.
1959 började han spela in de som kanske blev bästa inspelningar för Bobby Robinsons skivbolag Fire Records. Dessa inkluderade The Sky Is Crying (under namnet Elmo James and His Broomdusters), Stranger Blues, Look On Yonder Wall, Done Somebody Wrong och Shake Your Moneymaker, som alla är bland de mest kända bluesinspelningar som gjorts. 
Hans öppningsriff på slidegitarr i låten Dust My Broom är ett av de mest välkända inom bluesen. Det är väsentligen samma riff som finns på inspelningen av samma låt av Robert Johnson, med skillnaden att James spelar riffet på elgitarr. 
Elmore James dog av sin tredje hjärtinfarkt i Chicago, 1963.
George Harrison nämner Elmore James i låten For You Blue på The Beatles' sist utgivna LP Let It Be från 1970.

## Elmore James-covers och influenser
- Vid sin död hade han redan haft ett stort inflytande på gitarrister som Brian Jones i Rolling Stones.
- Hans klassiska Done Somebody Wrong och One Way Out spelades ofta av Allman Brothers Band, vilka nämnde James som en stor influens.
- Den tidiga upplagan av Fleetwood Mac med Peter Green och Jeremy Spencer gjorde flera covers av Elmore James-låtar när de 1969 spelade in i Chess inspelningsstudio tillsammans med bluesmusiker från Chess.
- Elmore James spel på slidegitarr har inspirerat George Thorogood som spelat in flera covers, bland andra Madison Blues.
- James låtar spelades många gånger av Stevie Ray Vaughan och Double Trouble under deras konserter. Den mest kända av dess covers är Vaughans inspelning av James The Sky Is Crying.
- James omnämns i Beatles låt For You Blue på albumet Let It Be... Naked. När John Lennon spelar slidegitarr, säger George Harrison Go, Johnny, go ... Elmore James got nothin' on this, baby.
- Mats Ronanders låt Himlen gråter för Elmore James är en hyllning till honom och "Himlen gråter" är en referens till en av James låtar, "The Sky Is Crying".
- En annan känd gitarrist som beundrade Elmore James var Jimi Hendrix. I det postumt utgivna Hendrix-albumet Blues finns ett foto av Hendrix i sin klassiska militärjacka med händerna på ett LP-album av Elmore James.

## Diskografi (urval)
Samlingsalbum:
- Charly Blues Masterworks Volume 28: Standing at the Crossroad (1993)
- The Sky is Crying (1993)
- King of the Slide Guitar: The Complete Trumpet, Chief and Fire Sessions (2005)
- Elmore James: The Ultimate Collection       3-CD-set (NOT Records 2014).